# George Babcock

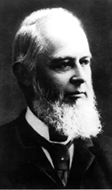
George Babcock

George Herman Babcock (* 17. Juni 1832 in Unadilla Forks, New York; † 16. Dezember  1893) ist ein US-amerikanischer Ingenieur. Er ist zusammen mit Stephen Wilcox der Erfinder des Wasserrohrkessels.
Das gemeinsame US-Patent 65.042 wurde durch die Firma Babcock & Wilcox Company ausgewertet. Am 16. Juni 1997 wurden beide in die National Inventors Hall of Fame aufgenommen.
Babcock stammte aus einer Familie von Tüftlern und Mechanikern. Er besuchte 1860 die Abendkurse des Cooper Institute in Brooklyn. Während des Bürgerkrieges baute er bei den Mystic Iron Works Schiffe für die Unionsregierung. Dann wurde er Chefkonstrukteur der Hope Iron Works in Providence, R.I., wo er auf Stephen Wilcox traf und mit ihm zusammen den Wasserrohrkessel entwickelte.